# Маршалл, Патрик
Па́трик Ма́ршалл (англ. Patrick Marshall, 22 декабря 1869 — 10 ноября 1950) — крупный новозеландский геолог, а также специалист по смежным специальностям: вулканолог, гидролог, энтомолог и палеозоолог английского происхождения. Описал около сорока видов новых морских организмов (как живых, так и вымерших). Впервые ввёл в петрологию и минералогию термины родингит и игнимбрит.

## Биография
Патрик Маршалл родился 22 декабря 1869 года в английском городке Сапистон, в восточной части графства Суффолк, в семье Эмили Луизы Мерилины Роджерс и её мужа Джона Ханната Маршалла, викария Сапистона и известного игрока в крикет. В 1876 году, когда Патрику было семь лет, здоровье отца резко ухудшилось и по рекомендации врачей вся семья эмигрировала в прибрежный город Кайтеритери на юге Новой Зеландии. В 1879 году, спустя три года после переезда в Новую Зеландию, Джон Маршалл скончался. Его вдова и дети вернулись в Англию, и снова поселились в графстве Суффолк, в городе Бери-Сент-Эдмундс, где Патрик три года учился в школе. В 1882 году его мать снова вышла замуж, и семья вернулась в Новую Зеландию, на этот раз поселившись в центральной части страны, в Уонгануи.
С 1893 по 1895 год Патрик Маршалл преподавал естественные науки в высшей Сельскохозяйственной школе Линкольна, там же он опубликовал своё первое оригинальное исследование в области энтомологии. В течение следующих пяти лет занимал должность старшего магистра естественных наук в Оклендском колледже и гимназии, за это время защитил диссертацию по вулканическим полям Окленда, с присвоением в 1900 году степени доктора наук. 19 января того же года он женился на Рут Мэри Дадли, в браке родилось двое детей: дочь и сын.
В 1901 году Маршалл был назначен преподавателем геологии в Университете Отаго, а в 1908 году — получил степень профессора геологии и минералогии. Годы, проведённые в Отаго, стали особенно продуктивными в геологических исследованиях. В 1907 году в качестве приглашённого специалиста он участвовал в экспедиции Философского института Кентербери на субантарктические острова, одновременно работая над двумя региональными бюллетенями для Геологической службы Новой Зеландии. В Данидине он получил широкую известность как яркий и живой педагог, хорошо владеющий ораторским искусством, а за пределами университета — как активный и неравнодушный гражданин, с готовностью участвующий в патриотических делах. С началом войны в 1914 году он пошёл добровольцем на действительную службу, однако его заявка была отклонена.
Жёсткие дискуссии по принципиальным научным вопросам с профессором Джеймсом Парком, директором Горной школы Отаго, вероятно, стали одним из решающих факторов, повлиявших на решение Маршалла в 1916 году уйти из университета Отаго и вернуться в Университетскую школу Уангануи, где он начинал преподавательскую работу. Там он был назначен директором и проработал немногим более пяти лет. В начале 1922 года он отправился в Лондон, где около года проводил исследования для крупной палеонтологической публикации в Британском музее. С 1924 года и до выхода на пенсию в 1940 году Патрик Маршалл работал на постоянной основе как эксперт по вопросам геологии и петрологии в Департаменте общественных работ Новой Зеландии в Веллингтоне. Его деятельность, хотя и была сосредоточена на прикладных геологических проблемах, связанных со строительством и инженерными проектами, тем не менее, позволила ему провести несколько важных исследований широкого научного значения.
Кроме карьеры собственно учёного и эксперта широкого профиля по геологическим вопросам, Маршалл был также известен как видный спортсмен: теннисист, игрок в крикет и регби в составе команд провинции Кентербери, Кентерберийского колледжа и университета Отаго). В сезоне 1893-94 годов он вместе со своим братом Джоем выиграл мужской парный разряд в национальном чемпионате Новой Зеландии по большому теннису. Кроме того, в его послужном списке три первоклассных матча по крикету за сборную команду Окленда в сезоне 1900-01 годов. Занимаясь горными исследованиями в полевых условиях, он также был неплохим альпинистом и долгое время находился в прекрасной физической форме.
Патрик Маршалл скончался в своём доме в Лоуэр-Хатте 10 ноября 1950 года, немного не дожив до своего 81 дня рождения.

## Научная деятельность
Исследовательская научная карьера Маршалла длилась полвека с небольшими перерывами и охватывала большинство областей современной геологии. В Университете Отаго, его важнейшие исследования были посвящены вулканическим породам района Данидин. Он также опубликовал широко используемые учебники по географии и геологии Новой Зеландии, а также целую серию исследовательских статьей о тихоокеанских островах и строении Тихоокеанского бассейна. В 1912 году он выдвинул предположение, что настоящей границей юго-западной части океанского бассейна является крупная структурная линия, проходящая по морскому дну от Новой Зеландии до Фиджи и оттуда на запад до Новых Гебридских островов (Вануату) и Соломоновых островов. Он назвал эту линию андезитовой линией, чтобы отметить важное изменение в составе горных пород, пересекающих её, а в последующие годы некоторые авторы называли её линией Маршалла. В настоящее время она признана границей между двумя основными плитами земной коры.
В 1911 году в своей работе «Нефелинитовые скалы Новой Зеландии» Маршалл, исследуя обнажения долины реки Родинг, в окрестностях горы Дун, впервые предложил термин «родингиты» для обозначения целого класса пород, крупнозернистых диопсид-гроссуляровых агрегатов, слагающих жилы в серпентинизированных перидотитах. В этой статье он описал природу родингитов как новую разновидность базитов, первичной магматической породы. Уже в послевоенные годы, в 1927 году французский геолог Л. Гранж показал, что предположение Маршалла оказалось неверным, на самом деле родингиты представляют собой сложные метаморфизированные габбро. Тем не менее, предложенный Маршаллом термин вошёл в широкую научную практику. В советской геологической литературе, однако, термин прижился не сразу, и подобные породы обычно описывали по-разному, как гранатизированные габбро, гранат-везувиановые фельзиты, гранатиты, офиосфериты и т. д. Только начиная с семидесятых годов, понятие «родингит» окончательно закрепилось в отечественной литературе.
В университете Отаго Патрик Маршалл активно участвовал в двух крупных научных спорах. Первый из них касался возрастного распределения древних осадочных пород Новой Зеландии, а второй — степени оледенения Южного острова и некоторых частей Северного во время ледникового периода. В первом случае его предположения не подтвердились, но во втором он оказался прав, утверждая, что оледенение не было таким обширным, как утверждали Джеймс Парк и группа его сторонников. Первый спор был мало известен за пределами геологических кругов, однако аргументы об оледенении стали известны широкой публике и имели резонанс, поскольку в местной прессе Данидина были опубликованы пространные отчёты о местных научных заседаниях, посвящённых этому вопросу.
Во время службы в Департаменте общественных работ Маршалл провёл важные исследования, посвящённые прибрежным гравиям и генезису мелкозернистых отложений. В 1930-х годах он показал, что многие кремнистые вулканические породы, широко распространённые в центральной части Северного острова, образовались в результате осаждения и сплавления раскалённых обломков и перегретых газов, выбрасываемых во время сильных вулканических извержений. Он впервые назвал их игнимбритами — термин, который почти сразу вошёл в научный обиход и широко используется во всём мире. Пожалуй, самый значительный вклад Маршалла в науку заключался в его работах по береговой эрозии и вулканологии — областям, в которых он стал одним из ведущих исследователей своего времени.
Патрик Маршалл стал одним из первых научных сотрудников, а также президентом (в 1824-25 годах) Новозеландского института (позднее — Королевского общества Новой Зеландии). Он также принимал активное участие в Австралазийской (позже австралийской и новозеландской) ассоциации содействия развитию науки и в 1946 году был избран её президентом. Маршалл был награждён мемориальными медалями Гектора и Хаттона Королевского общества Новой Зеландии, а в 1938 году был избран членом-корреспондентом Французской академии колониальных наук. В 1949 году ему была присвоена почётная степень доктора наук Университета Новой Зеландии.

## Виды, описанные Маршаллом
Во Всемирном реестре морских видов перечислено 38 морских таксонов, описанных П. Маршаллом. Большая часть из них относятся к числу вымерших ископаемых моллюсков.
- † Conus abruptus Marshall, 1918
- † Paracomitas protransenna P. Marshall & R. Murdoch, 1923

## Книги и научные публикации
- Marshall P., Gregory J. W., Hamilton A. & Hogben G. (1905). The geography of New Zealand. Historical, physical, political, and commercial. Christchurch, Whitcombe and Tombs limited. 447 pp.
- Marshall P. (1912). New Zealand and adjacent islands. Heidelberg. 79 pp.
- «Тридимиты-Трахиты Литтелтона» (англ. Tridymite-Trachyte of Lyttelton, 1894, 26).[10]
- «Новозеландские двукрылые, часть 1» (англ. New Zealand Diptera: No. 1, 1895, 28).
- «О <бабочке> Dodonidia helmsi, Fereday <Island>» (англ. On Dodonidia helmsi, Fereday, 1895, 28).
- «О лиственных породах долины Кайкорай» (англ. On Leaf-beds in the Kaikorai Valley, 1901, 34).
- «Моренные отложения Кингстона» (англ. The Kingston Moraine, 1902, 35).
- «Валуны триасового конгломерата, <парка> Нельсон» (англ. Boulders in Triassic Conglomerate, Nelson, 1903, 36).
- «Магнезиальные скалы бухты Милфорд» (англ. Magnesian Rocks at Milford Sound, 1904, 37).
- «Геологические заметки о местности к северо-западу от озера Вакатипу» (англ. Geological Notes on the Country North-west of Lake Wakatipu, 1905, 38).
- «Геология центральной и северной частей Северного острова» (англ. Geology of Centre and North of North Island, 1907, 40).
- «Заметки о габбро горы Дун» (англ. Geology of Centre and North of North Island, 1907, 40, Art. XXVII).
- «Геология островов Раротонга и Аитутаки» (англ. Geology of Rarotonga and Aitutaki, 1908, 41).
- «Породы контактной зоны Западного Нельсона» (англ. Contact Rocks from West Nelson, 1908, 41).
- «Кратер Нгаурухоэ» (англ. Crater of Ngauruhoe, 1908, 41).
- «Дополнения к списку минералов Новой Зеландии» (англ. Additions to the List of New Zealand Minerals, 1908, 41).
- «Несколько ископаемых головоногих новозеландских моллюскорв» (англ. Some New Zealand Fossil Cephalopods, 1908, 41).
- «Заметки о геологии острова Мангаиа» (англ. Note on the Geology of Mangaia, 1909, 42).
- «Ледниковый период в Новой Зеландии» (англ. The Glaciation of New Zealand, 1909, 42).